# ماماتا شانکار
ماماتا شانکار (انگلیسی: Mamata Shankar؛ زادهٔ ۷ ژانویهٔ ۱۹۵۵) رقصنده، رقص‌پردازی، هنرپیشه اهل هند است.
از فیلم‌ها یا برنامه‌های تلویزیونی که وی در آن نقش داشته‌است می‌توان به صورتی، دشمن مردم، شاخه‌های درخت، خاریج، داستان زادگاه، یک روز، هر روز، ابدی، آتش متقابل و آگانتوک اشاره کرد.